# Jellyfish Entertainment
Jellyfish Entertainment (кор. 젤리피쉬엔터테인먼트) — южнокорейская звукозаписывающая компания и агентство по поиску талантов, основанная в августе 2007 года в Сеуле композитором Хван Сэ Чжуном.
Jellyfish Entertainment является домом для таких артистов, как Чан Хе Чжин, VIXX, Verivery. Агентство также является домом для таких актеров, как Ким Сон Ен, Ким Се Чжон, Лим Сыль Он и Ким Мин Кю. Ранее в компании были группа gugudan и Пак Юн Ха.

## История

### 2007–2011: Формирование и начало
Jellyfish Entertainment была основана 17 августа 2007 года в Сеуле композитором и продюсером Хван Сэ Чжуном. Первым артистом, подписавшим контракт с компанией, был известный исполнитель баллад Сон Си Ген, который выпустил сингл «Parting Once Again» (кор. 한번 더本별). Год спустя компания подписала контракт с Лисой и Пак Хак Ки.
В ноябре 2008 года певица Пак Хе Шин подписала контракт с агентством и была представлена на альбоме Hwang Project Vol.1 Hwang Project Vol.1: Welcome To The Fantastic World. В следующем году участник Super Star K Со Ин Гук и Альтаир (Ли Чжи Хун) позже присоединились к Jellyfish Entertainment.
В декабре 2010 года артисты Jellyfish Entertainment сотрудничали для проекта Jelly Christmas с ведущим синглом «Christmas Time». В декабре 2011 года Сон Си Ген, Брайан Чжу, Со Ин Гук, Пак Хак Ки, Пак Чан Хен и Хван Project снова сотрудничали для Jelly Christmas с синглом «Christmas for All».

### 2012–2015: VIXX и приобретение компании
В апреле 2012 года Jellyfish Entertainment объявили состав своей будущей мужской группы и сформировали группы на MyDOL, соревновательном шоу на выживание, которое транслировалось на Mnet. Победители дебютировали в качестве участников VIXX 24 мая 2012 года. В июне Ли Сок Хун из SG Wannabe выпустил цифровой сингл «The Beginning of Love» (Y.Bird с Ли Сок Хуном) в рамках проекта Хван Се Чжуна Y.Bird from Jellyfish Island. 12 сентября Jellyfish Entertainment провели свой первый живой концерт Jellyfish Live  в токийском Zepp Diver City в Японии, а в декабре Пак Хе Шин и Сон Си Ген провели концертные выступления в Сеуле. Артисты Jellyfish Entertainment снова сотрудничали для проекта Jelly Christmas 2012 Heart Project с синглом «Because It's Christmas». Вырученные от проекта средства были пожертвованы Армии спасения Кореи.
В феврале 2013 года проект Y.Bird from Jellyfish Island выпустил цифровые синглы «I Can't Live Because of You», Со Ин Гук с участием Verbal Jin в феврале и «Girl’s Why?» от VIXX и инди-дуэта OKDAL (Y.BIRD из Jellyfish с VIXX & OKDAL) в октябре. В декабре 19% акций Jellyfish были приобретены их дистрибьютором CJ E&M и присоединились к системе лейблов CJ E&M в качестве независимого лейбла.
В июле 2015 года участница конкурса K-pop Star 4 TOP 6 Пак Юн Ха подписала контракт с агентством. в следующем месяце VIXX LR была сформирована как подразделение VIXX, состоящее из рэпера Рави и вокалиста Лео. Сингл Jelly Christmas 2015 был выпущен 15 декабря с песней «Love In The Air» (кор. 사랑난로).

## Артисты

### Звукозаписывающие артсты
| Соло - Чан Хë Чжин - Им Сы Лон - Ким Сэчжон - Сон Чан Ми - Лео - Кен - Сэлли | Группы - VIXX - Verivery Саб-юниты - VIXX LR Трейни - Ким Да Ëн (в составе Kep1er) |

### Студийные артисты
- Хван Сэ Чжун (YellowBIRD/Y.BIRD) (исполнительный продюсер)
- MELODESIGN

Source:

### Актеры
- Пак Ки Ун
- Пак Чон А
- Ким Ëн Чжун
- Им Сы Лон
- Нам Бо Ра
- Ким Мин Гю
- Ким Сэчжон
- Кан Мина
- Пак Си Ëн
- Tak-ion[10]
- Рю Вон У

## Бывшие артисты
- Ким Хëн Чжун(2008-2009)
- Ли Чжи Хун (2009)
- Кен Ву(2010)
- Лиса (2008–2010)
- Пак Хак Ки (2008–2011)
- Пак Чжон Хен (2011)
- Брайан Чжу(2010–2012)
- Ли Сок Ху(2012–2013)
- Пак Хе Шин (2008–2016)
- Со Ин Гук (2009–2017)
- Со Ши Кëн(2007–2018)
- Чон Сомин (2017–2019)
- Ким Йе Вон (2016–2022)
- VIXX
  - Рави (2012–2019)
  - Хонбин (2012–2020)
  - N (2012–2020)
  - Хëк (2012–2022)
- Гон Хе Чжу(2016–2020)
- Gugudan (2016–2020)
  - Мими (2016–2021)
  - Хана (2016–2021)
  - Хэбин (2016–2021)
  - Сои (2016–2021)
  - Сэлли (2016–2023)
  - Gugudan 5959 (2017–2018)
    - Хэëн (2016–2021)

  - Gugudan SeMiNa (2018)
    - Наëн(2016–2021)
- Пак Ю На

## Дискография

### Проектные альбомы
| - Jelly Christmas (2010) - Jelly Christmas 2011 - Jelly Christmas 2012 Heart Project - 겨울 고백 (Jelly Christmas 2013) - Jelly Christmas 2015 – 4랑 - Jelly Christmas 2016 | - Y.Bird from Jellyfish Island with Lee Seok Hoon (2012) - Y.BIRD from Jellyfish Island With Seo In Guk (2013) - Y.BIRD from Jellyfish Island With VIXX & OKDAL (2013) - Y.BIRD from Jellyfish with LYn X Leo (2014) |

### Проекты
- Jelly Box -  музыкальный канал

### Саундтреки
- The Legend of the Blue Sea: Original Soundtrack (2017)
- Touch Your Heart: Original Soundtrack (2019)

## Фильмография
- 2012: MyDOL - реалити-шоу, в котором задокументирован процесс формирования и дебюта первой бойз-бэнда Jellyfish Entertainment,

VIXX.

## Концерты
- Jellyfish Live (Япония, 2012)[13][14]
- Y.Bird from Jellyfish Island Showcase (2013)

## Партнеры
Дистрибьюторы
- Kakao Entertainment[a] (с 2020)
- CJ Victor Entertainment (VIXX) (2012–present)
- Nippon Crown (Seo In-guk) (2013–2017)
- QQ (VIXX) (с 2015)
- Avex Taiwan (VIXX, Gugudan) (с 2015)

## Официальные ссылки
- Сайт  (кор.)

## Комментарии
1. ↑  2017—н.в присутствует в выпусках саундтреков, позже расширен до общего распространения по состоянию на 21 марта 2022 года. (Ранее Kakao M)